# Alfredo Fernández Arceo
Alfredo Fernández Arceo, también conocido como Alfredo Fernández, es un maestro, empresario, filántropo y político mexicano. Es fundador del Centro Universitario Valladolid (CUV) y del Movimiento Ambientalista de Oriente.
Fue presidente municipal de Valladolid, tras su triunfo en las elecciones estatales de 2021, por el partido Nueva Alianza.

## Vida personal
Es fundador del Centro Universitario Valladolid (CUV), reconocida institución de educación superior en la ciudad. Se ha desempañado como rector de la universidad desde sus inicios.
También es fundador del Movimiento Ambientalista de Oriente, organización sin fines de lucro que busca la concientización ambiental y fomentar el uso adecuado de los recursos naturales. La organización ha llevado a cabo múltiples jornadas de reforestación en el municipio.

## Trayectoria política

### Candidato a la alcaldía de Valladolid (2018)
Compitió por el Partido Verde Ecologista de México en los comicios de 2018 para la alcaldía de Valladolid. Sin embargo, la victoria fue para Enrique Ayora Sosa, militante de Morena.

### Candidato a la alcaldía de Valladolid (2021)
Fue candidato a la presidencia municipal de Valladolid por la coalición formada por el Partido Acción Nacional y Nueva Alianza. Obtuvo un total de 13 139 votos, ganando así las elecciones de 2021.
| \| Elecciones de 2021 \| Elecciones de 2021 \| Elecciones de 2021 \| Elecciones de 2021 \| Elecciones de 2021 \| \| ------------------ \| ------------------ \| ------------------ \| ------------------ \| ------------------ \| \| Partido político \| Partido político \| \| Votos \| Votos \| \| PAN y NA \| PAN y NA \| \| 13139 \| 13139 \| \| MORENA \| MORENA \| \| 9990 \| 9990 \| \| PRI \| PRI \| \| 8406 \| 8406 \| \| Independiente \| Independiente \| \| 1051 \| 1051 \| \| MC \| MC \| \| 993 \| 993 \| \| PVEM \| PVEM \| \| 717 \| 717 \| \| Fuente: IEPAC[2] \| \| \| \| \| |                  |  |       |       |
| Elecciones de 2021 |                  |  |       |       |
| Partido político | Partido político |  | Votos | Votos |
| PAN y NA | PAN y NA         |  | 13139 | 13139 |
| MORENA | MORENA           |  | 9990  | 9990  |
| PRI | PRI              |  | 8406  | 8406  |
| Independiente | Independiente    |  | 1051  | 1051  |
| MC | MC               |  | 993   | 993   |
| PVEM | PVEM             |  | 717   | 717   |
| Fuente: IEPAC |                  |  |       |       |

### Presidente municipal 2021 - 2024
Fue electo en las elecciones estatales de 2021 como presidente municipal de Valladolid. Su equipo de trabajo estuvo compuesto por 7 regidores de mayoría relativa y 4 de representación proporcional.
| Propietario                          | Suplente                                | Tipo                        |
| ------------------------------------ | --------------------------------------- | --------------------------- |
| Alfredo Fernández Arceo              | Edgar Gamaliel Aguilar Peraza           | Mayoría relativa            |
| María Aída Poot Chan                 | Beata Cristina del Rosario Medina Tello | Mayoría relativa            |
| Manuel Jesús Loría Santoyo           | Juan González Varguez                   | Mayoría relativa            |
| Elda Felicitas Sansores García       | Arleni Aracely Nah Quintal              | Mayoría relativa            |
| Ángel Daniel Díaz Aguilar            | Pedro Guadalupe Gutiérrez Tejero        | Mayoría relativa            |
| Gabriela Candelaria Aguilar Coronado | Paola Cristina Valdez Vidal             | Mayoría relativa            |
| Jorge Herbert Tamayo Hernández       | Rafael Jiménez Villa                    | Mayoría relativa            |
| Yolanda Guadalupe Torres Bautista    | Martha Yazmín Núñez Aguilar             | Representación proporcional |
| Ingrid Patricia Álvarez Ordóñez      | Paloma Marilyn Pinto Cupul              | Representación proporcional |
| Antonio Núñez Chi                    | Manuel Jesús Villanueva Canché          | Representación proporcional |
| Roberto Osorio Rodríguez             | Omar Jesús Rodríguez Aguilar            | Representación proporcional |

#### Política social

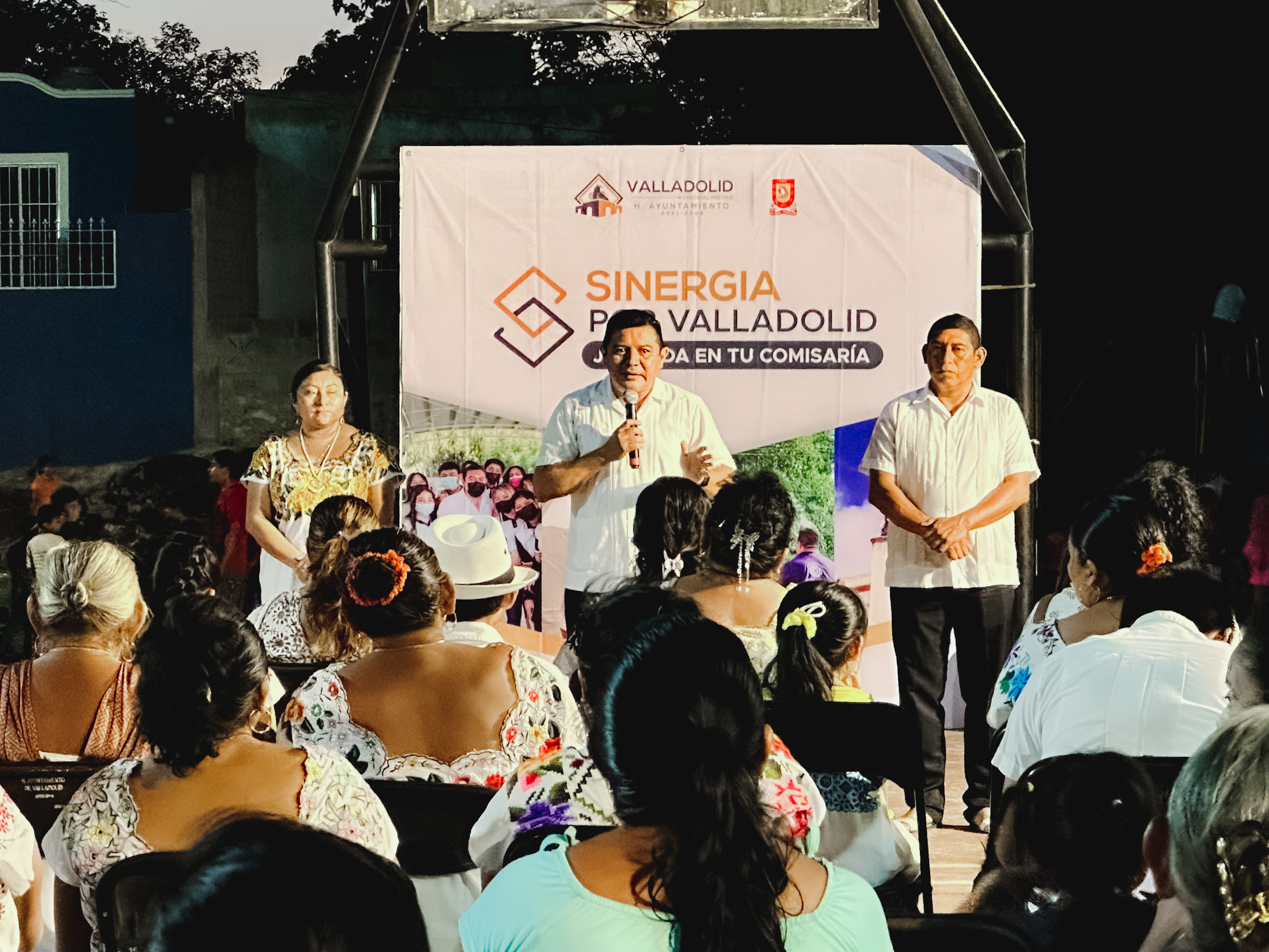
Alfredo Fernández en un evento del municipio.

Desde el inicio de su administración, donó la totalidad de su sueldo para la compra de sillas de ruedas y aparatos ortopédicos, mismos que fueron donados a la población necesitada del municipio.

### Candidato a la alcaldía de Valladolid (2024)
En abril de 2024 solicitó licencia de su cargo como alcalde de Valladolid para buscar la reelección en las Elecciones estatales de Yucatán de 2024. Durante los comicios, obtuvo un total de 19230 votos, siendo derrotado por el candidato de MORENA y PT, Homero Novelo Burgos.
| \| Elecciones de 2024 \| Elecciones de 2024 \| Elecciones de 2024 \| Elecciones de 2024 \| Elecciones de 2024 \| \| ------------------ \| ------------------ \| ------------------ \| ------------------ \| ------------------ \| \| Partido político \| Partido político \| \| Votos \| Votos \| \| PAN PRI y NA \| PAN PRI y NA \| \| 19230 \| 19230 \| \| MORENA y PT \| MORENA y PT \| \| 21461 \| 21461 \| \| MC \| MC \| \| 483 \| 483 \| \| Fuente: IEPAC[2] \| \| \| \| \| |                  |  |       |       |
| Elecciones de 2024 |                  |  |       |       |
| Partido político | Partido político |  | Votos | Votos |
| PAN PRI y NA | PAN PRI y NA     |  | 19230 | 19230 |
| MORENA y PT | MORENA y PT      |  | 21461 | 21461 |
| MC | MC               |  | 483   | 483   |
| Fuente: IEPAC |                  |  |       |       |